# Улица Кирова (Горелово)
Улица Ки́рова — улица в Красносельском районе Санкт-Петербурга на территории посёлка Горелово. Соединяет Аннинское шоссе и Парковую улицу. Протяжённость — 618 м.

## География
Улица проложена в направлении с юго-востока на северо-запад (по нумерации домов).
Ширина улицы 3 метра или 2 полосы движения.

## Транспорт
- Ж/д платформа Горелово (610 м)
- Социальные автобусы: 20, 81, 145, 145б, 145э, 147, 165, 181, 245, 442, 458, 458б, 481, 482, 482в, 484, 487, 546, 632А, 636, 639А
- Коммерческие автобусы: 105А, 631, 650В

## Примыкает
С юго-востока на северо-запад:
- Парковая улица
- Речной переулок
- Аннинское шоссе